# Platythyrea dentinodis
Platythyrea dentinodis är en myrart som först beskrevs av Clark 1930.  Platythyrea dentinodis ingår i släktet Platythyrea och familjen myror. Inga underarter finns listade i Catalogue of Life.

## Bildgalleri

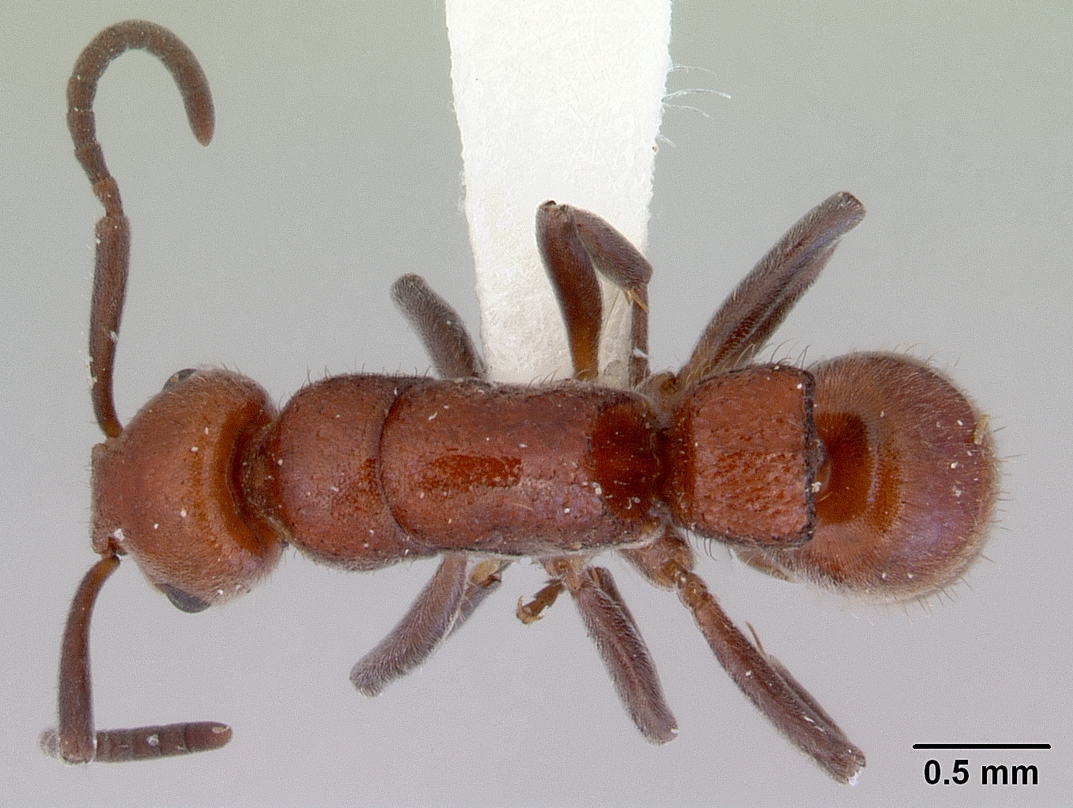
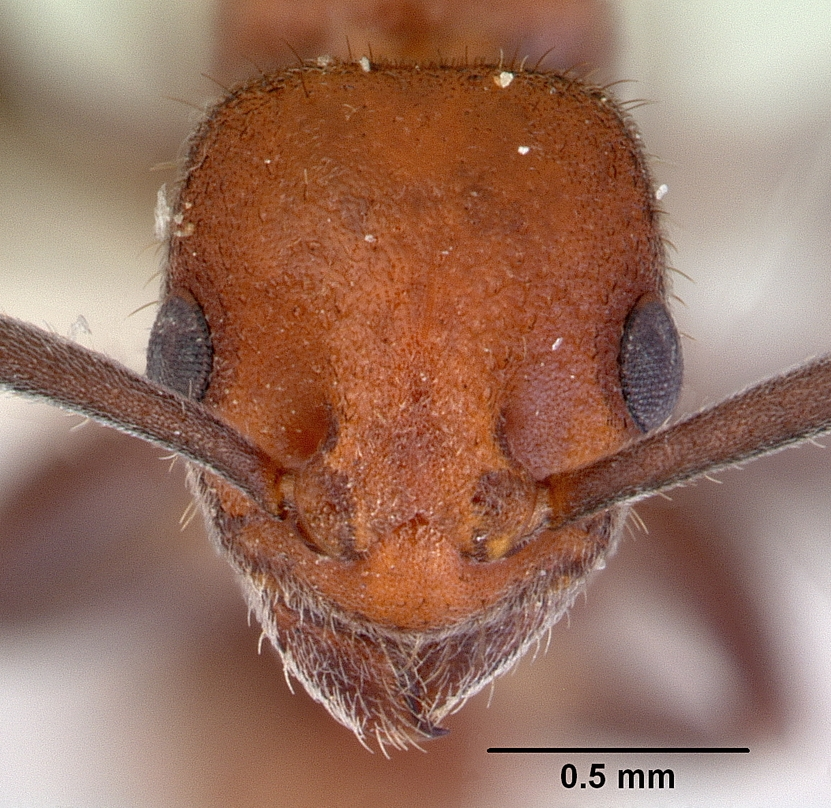
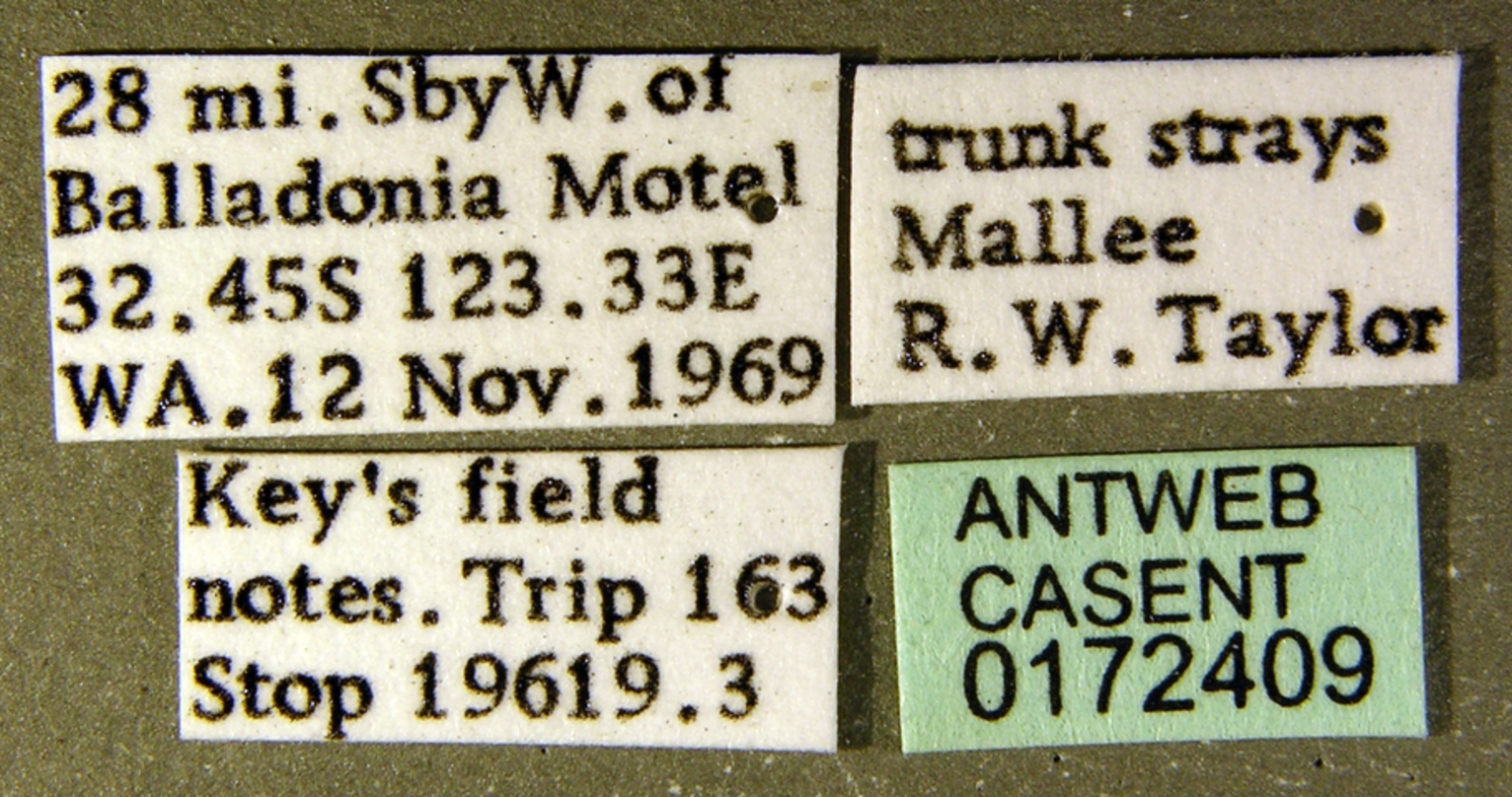
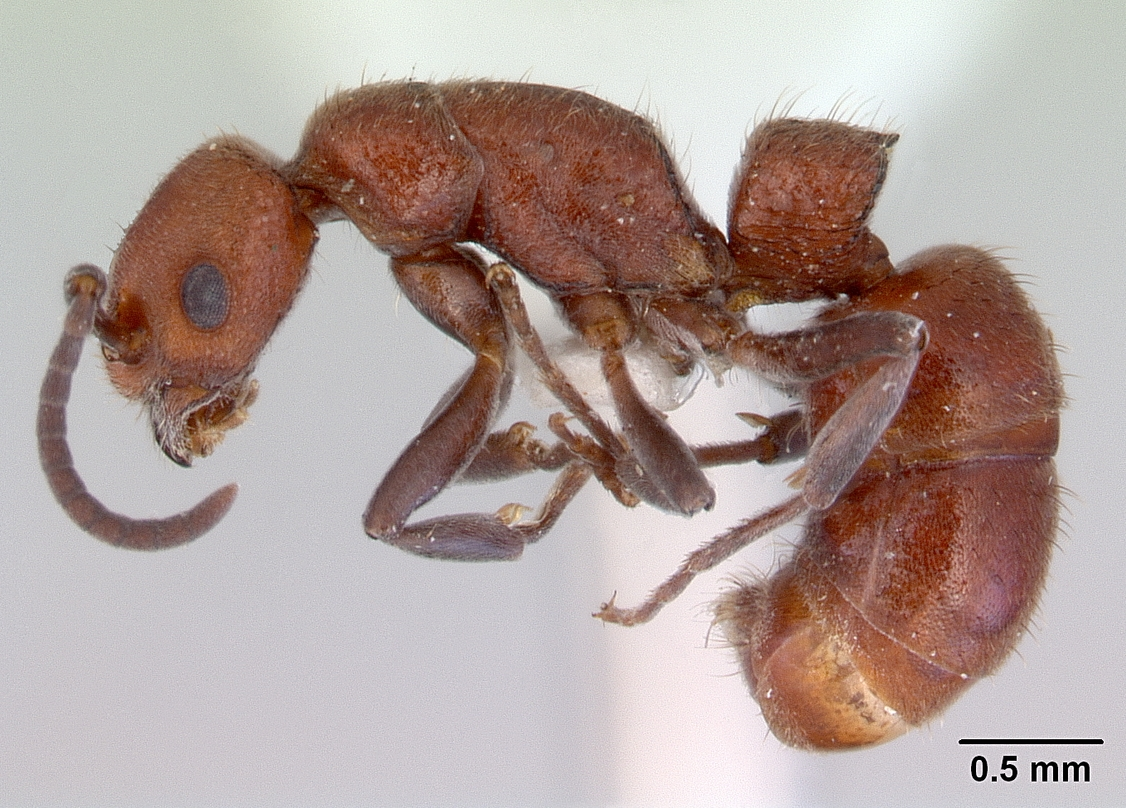